# Challenger de Timisoara 2013
El BRD Timișoara Challenger 2013 fue un torneo de tenis profesional que se jugó en canchas de arcilla. Se trató de la sépptima edición del torneo que forma parte del ATP Challenger Tour 2013 . Tuvo lugar en Timișoara , Rumania entre el 1 y el 6 de julio de 2013.

## Jugadores participantes del cuadro de individuales

### Cabezas de serie
| País                      | Jugador               | Rank1 | Favorito |
| Bandera de Rumania        | Adrian Ungur          | 94    | 1        |
| Bandera de Estados Unidos | Wayne Odesnik         | 107   | 2        |
| Bandera de Austria        | Andreas Haider-Maurer | 108   | 3        |
| Bandera de España         | Ruben Ramírez Hidalgo | 119   | 4        |
| Bandera de Rumania        | Marius Copil          | 125   | 5        |
| Bandera de España         | Pablo Carreño Busta   | 126   | 6        |
| Bandera de Túnez          | Malek Jaziri          | 171   | 7        |
| Bandera de Francia        | David Guez            | 176   | 8        |
| ------------------------- | --------------------- | ----- | -------- |

- 1 Se ha tomado en cuenta el ranking del 24 de junio de 2013.

### Otros participantes
Los siguientes jugadores recibieron una invitación (wild card), por lo tanto ingresan directamente al cuadro principal:
- Petru Luncanu
- Vlad Victor Cornea
- Dragos Cristian Mirtea
- Patrick Ciorcilă

Los siguientes jugadores ingresan al cuadro principal tras disputar el cuadro clasificatorio:
- Lorenzo Giustino
- Michael Linzer
- Axel Michon
- Miljan Zekić

Los siguientes jugadores ingresan al cuadro principal como alternativos:
- Jaroslav Pospíšil

## Campeones

### Individual Masculino
- Andreas Haider-Maurer derrotó en la final a  Ruben Ramírez Hidalgo por 6-3, 4-6, 6-3.

### Dobles Masculino
- Jonathan Eysseric /  Nicolas Renavand derrotaron en la final a  Ilija Vučić /  Miljan Zekić por 6(6)-7, 6-2, [10-7].